# Jewgienij Murawjow
Jewgienij Fiodorowicz Murawjow (ros. Евгений Фёдорович Муравьёв, ur. 16 czerwca 1929, zm. 20 lutego 1998 w Moskwie) – radziecki polityk.

## Życiorys
W 1952 ukończył Karelo-Fiński Uniwersytet Państwowy, później pracował w przedsiębiorstwach obwodu kujbyszewskiego, od 1952 członek KPZR. Od 1962 funkcjonariusz partyjny, 1962-1976 I sekretarz Komitetu Miejskiego KPZR w Syzraniu. Od 11 lutego 1976 do kwietnia 1979 przewodniczący Komitetu Wykonawczego Rady Obwodowej w Kujbyszewie (Samarze), od 25 kwietnia 1979 do 30 lipca 1988 I sekretarz Komitetu Obwodowego KPZR w Kujbyszewie, 1981-1989 członek KC KPZR, od 1988 na emeryturze. Deputowany do Rady Najwyższej ZSRR 10 i 11 kadencji.

## Odznaczenia
- Order Rewolucji Październikowej (1971)
- Order Czerwonego Sztandaru Pracy
- Medal 100-lecia urodzin Lenina